# Lac Goillet
Le lac Goillet se trouve dans la commune valdôtaine de Valtournenche, au Breuil.

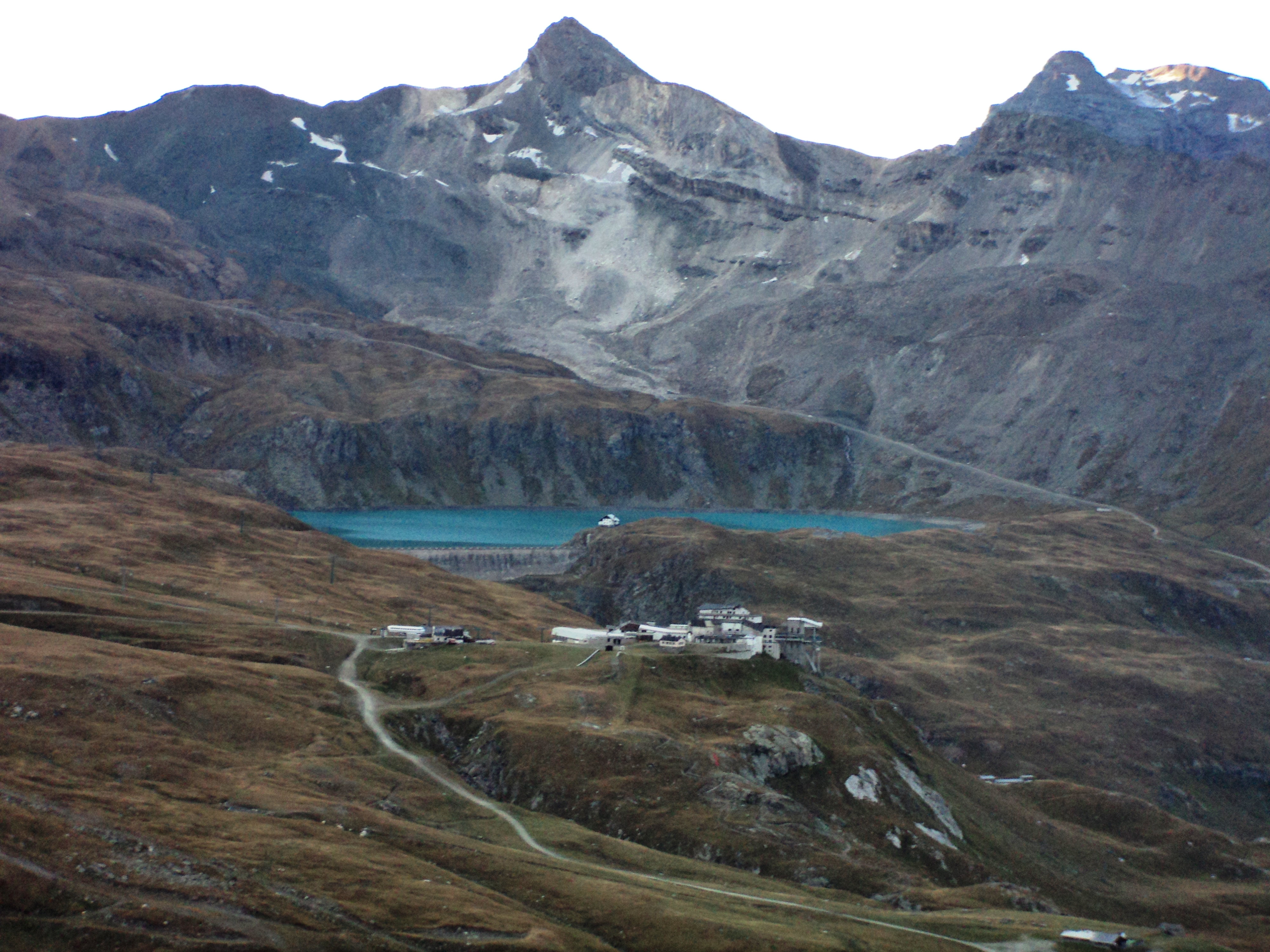
Le lac, et au premier plan, le Plan Maison.

## Toponymie
Ce toponyme se réfère au mot goille, indiquant en patois valdôtain une flaque d'eau ou un petit lac de montagne.

## Caractéristiques
Le barrage a été construit grâce au chemin de fer reliant les Perrères à la zone en amont du lac, dont aujourd'hui il ne reste que les rails.
Ce lac est utilisé pour la production d'énergie hydroélectrique et pour l'enneigement programmé des pistes du Breuil.

## Accès
L'accès au lac s'effectue au départ de Plan Maison, qui peut être atteint en télécabine, en 45 minutes environ.